# Sean Paul Lockhart
Sean Paul Lockhart (sinh ngày 31 tháng 10 năm 1986) là một diễn viên và đạo diễn điện ảnh người Mỹ, được biết đến với Milk (2008), Judas Kiss (2011), và Triple Crossed (2013).
Lockhart bắt đầu sự nghiệp của mình với tư cách là một diễn viên phim khiêu dâm đồng tính chủ yếu sử dụng nghệ danh Brent Corrigan, ngoại trừ trong The Velvet Mafia phần 1 và 2 (2006) và Best of Roman Heart (2008), trong đó anh sử dụng nghệ danh Fox Ryder. Năm 2010, anh rời bỏ nội dung khiêu dâm để tập trung gần như hoàn toàn vào các phim có chủ đề đồng tính nam và các phim độc lập, chẳng hạn như Judas Kiss, Sister Mary, Another Gay Sequel: Gays Gone Wild!, Welcome to New York, và những phim khác. Năm 2011, anh đóng vai chính trong bộ phim hợp tuyển hài kinh dị Chillerama, do Tim Sullivan đạo diễn, với vai Ricky trong phân đoạn nhạc kịch "I Was A Teenage Werebear".  Năm 2011, anh nhận được giải thưởng Ngôi sao đang lên tại Lễ hội QFest Philadelphia.
Năm 2012, anh tuyên bố tham gia sản xuất một bộ phim độc lập có tựa đề Truth, do Rob Moretti đạo diễn và Lockhart và Moretti đóng chính. Năm 2013, anh đạo diễn bộ phim kinh dị bí ẩn Triple Crossed. Anh trở lại đóng phim khiêu dâm đồng tính vào năm 2016 với Bản phát hành sâu sắc của Falcon Studios.

## Những bước chân đầu đời
Corrigan thừa nhận rằng anh sinh ra tại Lewiston, Idaho và được cha dượng nuôi dưỡng ở Seattle, Washington. Năm 2004 Corrigan chuyển về nhà mẹ tại San Diego.
Từ lúc tôi bắt đầu chuyển chỗ ở, lời bào chữa lớn nhất của tôi là khát khao với phim ảnh. Tôi muốn đạo diễn và có rất nhiều yêu thích trong khía cạnh nghệ thuật của nó. Tôi nhận ra rằng nếu tôi làm điều đó ở bất kì nơi nào, thì Nam California chính là nơi để làm. Đó chính là sự cám dỗ lớn nhất của tôi nên tôi nghĩ tôi sẽ đến đây, học hai năm trung học, lấy được giấy tờ cư trú sau đó sẽ vào UCLA hay một cái gì đó tương đương như thế.

Sau khi đến San Diego, anh thừa nhận rằng đã bị mẹ bỏ rơi, bị buộc phải tự lo cho bản thân.

Năm 16 tuổi, anh gặp gỡ và bắt đầu quen với một người đàn ông lớn tuổi, người đã đưa anh đến với thứ mà anh cho là không lành mạnh. 
Bạn trai của tôi đã dẫn tôi đến với một cách sống không phù hợp lắm với lứa tuổi 16. Hắn ta chẳng làm được gì ngoài việc ảnh hưởng xấu đến tôi. Nhưng tôi nghĩ đó là những gì những người đồng tính làm. Tôi không biết phần lớn những cộng đồng đồng tính không hề nghiện ngập hay cư xử tệ hại với nhau, rằng vẫn còn một mặt khác của cộng đồng đồng tính thật sự quan tâm đến nhau.

Anh cũng thừa nhận rằng chưa bao giờ gặp người cha thật sự của mình.

## Quay phim khi chưa đủ tuổi
Corrigan kể rằng một thời gian rất ngắn trước sinh nhật lần thứ 17 của anh, người bạn trai lớn tuổi (là người được đề cập ở trên) đã liên hệ với nhà sản xuất của hãng phim Cobra và đưa ra hình ảnh Corrigan đang ngủ khỏa thân thu hình bằng webcam cho hãng phim Cobra. Sau đó Brent đã đồng ý để lấy chứng từ tùy thân giả để có thể đóng phim cho Cobra. Những nguồn tin tức cũng đã cho thấy sự dễ dàng khi lấy bằng lái xe giả ở California.
Anh đã trả lời trong một bài phỏng vấn rằng, ở tuổi 16, anh tin rằng anh đã biết mọi thứ. Anh cũng tin vào lời của người bạn trai rằng các diễn viên dưới tuổi quy định đều dùng chứng từ tùy thân giả khi cần và rằng hắn ta không hề làm bất cứ điều gì sai.
Corrigan sau đó tiếp tục trong hai cảnh quay với Cobra trong năm 2004. Phần lớn những cảnh làm tình không được bảo đảm an toàn (bareback, không dùng bao cao su), giao hợp hậu môn, với ngoại lệ cho cả hai diễn viên là Corrigan và Brent Everett khi được dùng bao cao su trong cảnh Corrigan trong vai bottom. Những cảnh trong lần quay này được chia thành bốn phim. Những bộ phim này đều rất thành công về mặt diễn xuất và thương mại, nhận được rất nhiều phản hồi tốt cũng như trở thành phim bán chạy nhất của hãng phim Cobra. Tên của anh được ghi trên tựa của bốn đoạn phim. Và cả bốn đều được xếp vào danh sách top 10 những phim bán chạy nhất mọi thời đại.
Trong thời gian quay những cảnh phim này, Corrigan thú nhận rằng anh cũng đã phát triển một mối quan hệ rất thân mật với chủ hãng phim Cobra, Bryan Kocis, và về sau nó trở thành mối quan hệ tình dục. Brent sợ mất quan hệ hợp tác nếu không duy trì quan hệ tình dục này.

## Sự phanh phui và những hậu quả

### Những thú nhận của Corrigan
Người đại diện của Corrigan đã thừa nhận trước công chúng vào năm 2005 rằng Corrigan đã quay vài cảnh phim cho hãng phim Cobra khi còn dưới tuổi quy định. Sự kiện tiếp theo vào tháng 11 năm 2005 trên một mẫu tin của AVN.com, Corrigan thừa nhận đã dùng căn cước giả để gia nhập ngành công nghệ khiêu dâm và khi quay những đoạn phim đầu tiên anh chỉ mới 17 tuổi.
Tháng 7 và 8 năm 2006 trong một bài phỏng vấn của tạp chí GayWebMonkey, Corrigan thừa nhận rằng trong đã vài lần anh đã cố gắng nói rõ với người sản xuất rằng anh không đủ tuổi quy định, nhưng người sản xuất chẳng buồn nghe hay biết những thông tin được vạch trần một cách công khai. [Người sản xuất của hãng phim Cobra] ám chỉ rất mạnh rằng nếu tôi không đủ tuổi quy định ngay bây giờ hay lúc quay phim, tôi mới là người dính vào rắc rối, không phải ông ta Corrigan cũng cho biết người sản xuất của hãng Cobra đã gửi cho anh một bức thư điện tử sau khi dư luận biết chuyện này có viết rằng "những kẻ phản bội sẽ được xử lý đích đáng" và Brent hãy chờ đón những vụ kiện tụng, những chuyện đáng xấu hổ và sự phá sản.

### Phản hồi của ngành công nghiệp
Vào tháng 9 năm 2005 một buổi họp báo đã được tổ chức bởi hai tổ chức cá nhân, phi chính phủ là Hiệp hôi các trang web bảo vệ trẻ em (ASACP) và Liên hiệp tự do ngôn luận (FSC) đã lập lại lời nói của Corrigan. Trong buổi họp báo, cả hai tổ chức đều cho rằng trước khi sự việc được chính thức ổn định, những phim này nên được cấm lưu hành vì có khả năng những phim này được các cấp thẩm quyền cho là khiêu dâm trẻ em.
Vào ngày 13 tháng 9 năm 2005 bốn phim của hãng phim Cobra liên quan đến những sự việc trên đã được tự nguyện thu hồi và ngừng lưu hành bởi hãng phim Cobra thông qua nhà phân phối Pacific Sun Entertainment của họ. Mặc dù không có những cáo buộc để khởi tố hay phạm tội được thành lập đối với những đoạn phim được quay dưới tuổi cho phép, nhưng những bản sao của những đoạn phim này đã không còn được tồn tại trên các kênh phát hành chính thức nữa.

### Phản hồi của hãng Cobra Video
Trên một mẩu tin của tờ Aldult Video News đã dẫn lời của hãng Cobra Video thừa nhận là họ đã không quan tâm đến việc Corrigan chưa đủ tuổi thành niên và rằng họ đã được "chính ông Lockhart (tức Brent Corrigan) cung cấp những bản sao màu của các loại giấy tờ căn cước, trong đó bao gồm cả khai sinh, tất cả đều ghi rõ năm sinh 1985". Mẩu tin còn dẫn thêm lời của Cobra rằng "tất cả những yêu cầu được cung cấp những giấy tờ chứng nhận khai sinh của ông Lockhart đều bị người đại diện của ông Lockhart từ chối."

### Kiện tụng
Sau khi thông báo và thu hồi những tên phim được đặt trong vòng nghi vấn, Corrigan và đối tác kinh doanh của anh đã bị kiện tại tòa án Liên bang tại San Diego, California, bởi hãng Cobra Video vì vi phạm bản quyền, chiếm dụng tên miền, phá vỡ hợp đồng và những vấn đề tranh cãi khác. Vụ kiện, nhằm gây thiệt hại trên một triệu đô la, và cũng cố ý để ngăn chặn việc tiếp tục sử dụng nghệ danh "Brent Corrigan" trước cáo buộc đây là tên đã được đăng ký bảo vệ bản quyền. Kocis và Corrigan sau đó đã đạt được thỏa thuận trong những tranh cãi về luật pháp, bằng một văn bản được gửi vào 25 tháng 1 năm 2007.

## Hiện tại

### Trang web người lớn
Hiện tại Corrigan đang duy trì một blog (nhật ký điện tử) mới và một trang web cá nhân BrentCorriganINC.com. Trang web bắt đầu vào tháng 7 năm 2007. Brent bắt tay và website này vì những khó khăn anh gặp phải với website cũ.
Brent chia sẻ với khách ghé trang web của mình về chuyện web cũ và web mới:
"Ở đây, bạn sẽ có tất cả. Hãy cập nhật thông báo nhé, kể từ bây giờ, bạn tuyệt đối không có lý do gì để tiếp tục vào BrentCorriganOnline.com. Tôi đã rút tay khỏi đống ô trọc đó, và tôi mong các bạn cũng làm như thế. Tôi muốn chứng minh cho bọn ăn trộm đó thấy rằng BrentCorriganOnline.com chẳng là gì cả nếu không có Brent Corrigan. Tôi muốn thấy lượt truy cập của site đó rơi xuống tận địa ngục và không thể nào trở lại. Tôi sẽ làm được việc đó tất nhiên với sự hỗ trợ từ các bạn."
Corrigan đã từng duy trì một blog tại trang web chính thức cũ, BrentCorriganOnline.com Lưu trữ ngày 30 tháng 7 năm 2008 tại Wayback Machine. Anh tự lập một hãng phim người lớn của riêng mình (với nó, như anh thừa nhận, anh đã trở thành nhà sản xuất phim trẻ tuổi nhất trong ngành công nghiệp phim người lớn). Hãng Cobra Video cũng tạo ra một trang web cho phép tải về miễn phí những đoạn phim và hình ảnh của Corrigan trước năm 2004.
9 tháng 10 năm 2006, Corrigan thông báo trên blog của mình về việc đưa vào hoạt động khu vực riêng tư dành cho người lớn có thu phí trên BrentCorriganOnline.com. Entry đó cũng cung cấp đường dẫn đến trang trả tiền, bàn luận về sự chậm trễ và kèm theo đoạn video mừng ngày trang web đi vào hoạt động. Nó cũng tiết lộ là webmaster của trang web, Jeremy Carson, là đối tác thứ hai trong sự kiện này.. Tháng 11 năm 2006, Corrigan cũng đã cho biết nguyên nhân chính của việc ra mắt chậm trễ trang dành riêng cho thành viên bởi vì hợp đồng mới với công ty thu phí trực tuyến đã phá vỡ hợp đồng với công ty thu phí cũ dưới sức ép luật pháp từ phía Cobra Video.

### Phim
Corrigan tham gia vào ấn phẩm The Velvet Mafia của Falcon Studios được phát hành vào năm 2006. Cùng thời điểm đó, Cobra Video cũng phát hành bộ phim cuối cùng có Corrigan tham gia mang tên Take it like a bitch boy.
Corrigan cũng tham gia diễn xuất trong một số phim không mang tính khiêu dâm. Anh đã có một vai diễn nhỏ trong một đoạn phim ngắn bình mang tên Tell Me Lưu trữ ngày 9 tháng 11 năm 2009 tại Wayback Machine , một vai diễn hợp tác khác (với tên Sean Lockhart) trong một đoạn phim nhạc rock Didn't This Used to Be Fun?  và một vai diễn trong một đoạn phim ngắn kinh dị In The Closet.
Anh cũng vào vai Chàng tiên cá Stan trong ấn bản Another Gay Sequel: Gays Gone Wild phát hành năm 2008, vào vai một trong những người trong cây điện thoại trong phim Gus Van Sant's Milk, dựa trên câu chuyện Harvey Milk. Anh cũng sẽ vào m ột vai trong bộ phim bình thường về đề tài đồng tính mang tên Judas Kiss, sẽ được phát hành vào năm 2009. Nhân vật của anh trong phim này vẫn chưa được tiết lộ.

## Cái chết của Kocis
Bryan Kocis, chủ nhân của hãng, chết tại nhà ở Luzerne County, Pennsylvania, vào ngày 24 tháng 1 năm 2007. Theo lời cảnh sát, Kocis bị cắt cổ và đâm 28 nhát, sau đó ngôi nhà đã bị đốt để phi tang dấu vết của kẻ sát nhân. John Yates, luật sư của Corrigan tại California, cho biết những cộng sự của anh ta là một trong những đối tượng được khoanh vùng điều tra, bên cạnh đó Corrigan cũng tỏ ra rất hợp tác trong việc điều tra của cảnh sát. Sau đó Yates cũng cho biết Corrigan có thông tin về người đàn ông đã gặp Kocis vào ngày hôm đó, nhưng họ đang có những cách tìm hiểu riêng trước khi trình báo cho cảnh sát. Cảnh sát sau đó đã bắt đầu cuộc tìm kiếm một người mang tên "rất thú vị". 15 tháng 5 năm 2007, Harlow Cuadra và Joseph Kerekes, hai nhà sản xuất mới trong ngành công nghệ phim người lớn đã bị buộc tội về cái chết của Kocis. Những lời buộc tội cho rằng hai người đã mưu sát Kocis trong kế hoạch bắt Corrigan trở lại với công ty sản xuất phim người lớn của họ. Cảnh sát bang Pennsylvania và cơ quan điều tra vụ mưu sát của Kocis tin rằng Corrigan không bao giờ biết được những người này có thể giết Kocis chỉ để anh làm việc cho họ.

## Các phim tiêu biểu
- Every Poolboy's Dream (2004)
- Schoolboy Crush (2004)
- Bareboned Twinks (2004)
- Cream BBoys (2005)
- Naughty Boys Toys (2005)
- Fuck Me Raw (2006)
- Take It Like a Bitch Boy (2006)

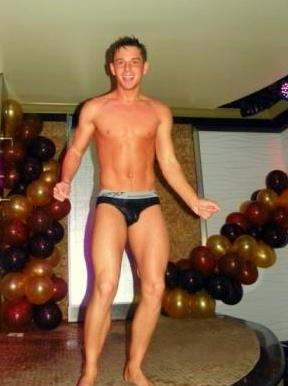
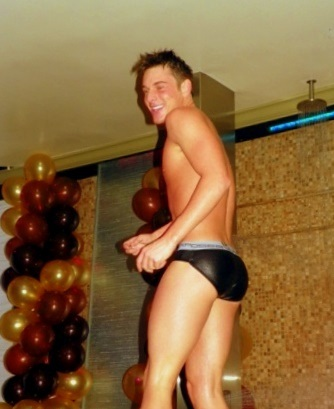
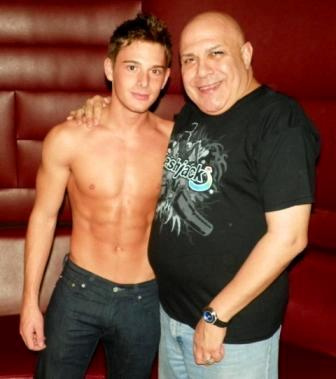
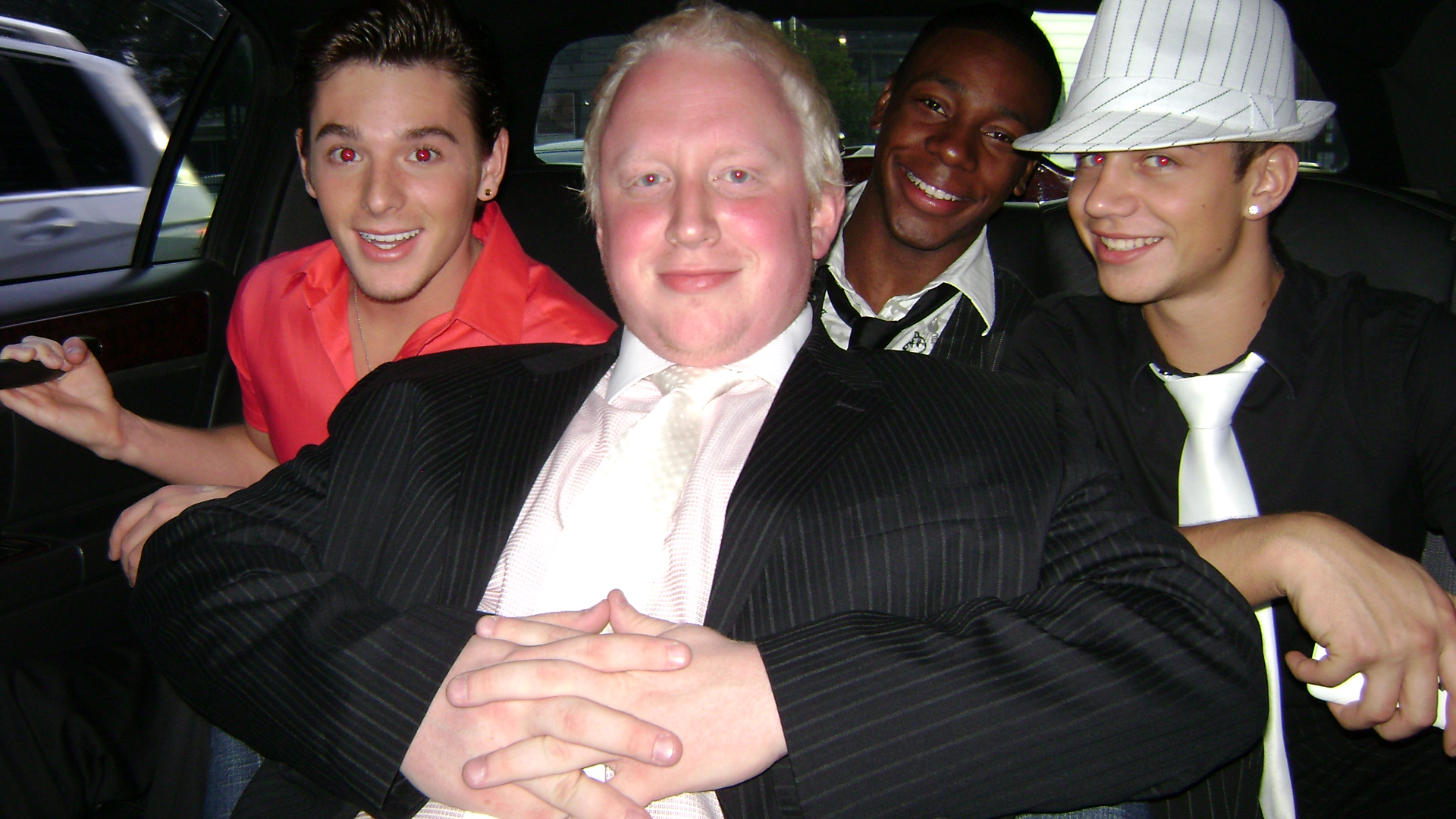
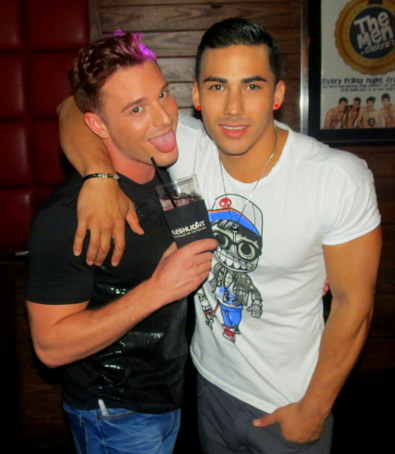
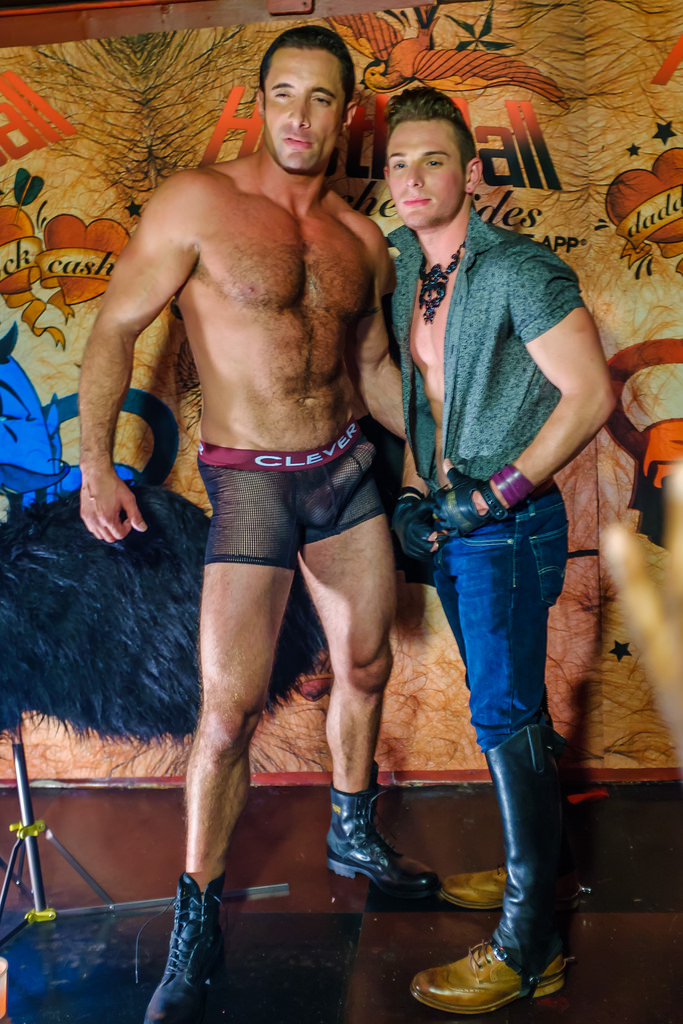

- The Velvet Mafia Parts 1 and 2 (với tên "Fox Ryder") (2006)
- Tell Me (2007, non porn)
- Didn't This Used to Be Fun? (2007, không khiêu dâm)
- Another Gay Sequel: Gays Gone Wild (2008, không khiêu dâm)
- The Porne Ultimatum (2008)
- Brent Corrigan's Summit (2008)
- Drafted 3 (2008)
- In the Closet (2008, không khiêu dâm)
- Just the Sex (2008)
- Milk (2008, không khiêu dâm)
- The Big Gay Musical (2009, không khiêu dâm)
- Judas Kiss (2009, không khiêu dâm)
- Just the Sex 2 (2009)
- The Porne Identity (2009)
- Just the Sex 2 (2009)
- Brent Corrigan's Big Easy (2009)
- Brent Corrigan's Working Hard (2010)
- Getting Levi's Johnson (2010)
- Brent Corrigan's Heat (2010)